# Paul Haggis

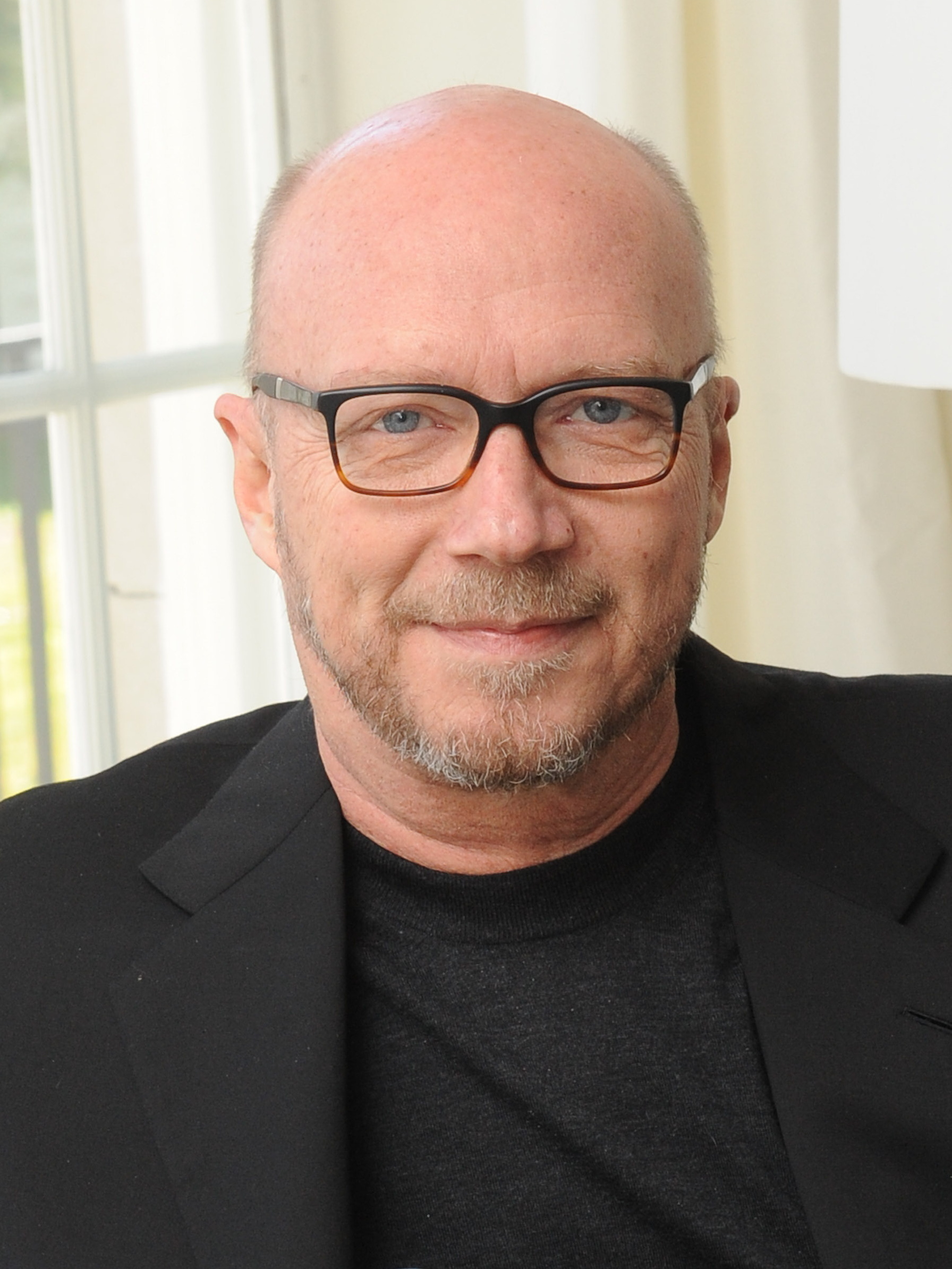
Paul Haggis (2013)

Paul Edward Haggis (* 10. März 1953 in London, Ontario, Kanada) ist ein kanadischer Drehbuchautor, Produzent und Regisseur für Film und Fernsehen. Er lebt in Santa Monica, Kalifornien und ist Oscarpreisträger.

## Leben
Nach dem Besuch einer Kunstschule, wo er sich vor allem mit Fotografie beschäftigte, zog Paul 1974 nach London, Großbritannien um Modefotograf zu werden. Bereits nach einem Jahr kehrte er erfolglos nach Kanada zurück und studierte am Fanshawe College Film. Während er nebenbei für seinen Vater als Straßenbauer arbeitete, schrieb er in seiner Freizeit Stücke fürs örtliche Theater. Seine ersten zwei Werke bekamen jedoch vernichtende Kritiken.
1977 verließ er Kanada erneut, um in Los Angeles sein Glück zu versuchen. Während er verschiedene schlecht bezahlte Jobs annahm, um sich und seine Frau Diane über Wasser zu halten, nahm er abends an Schreibkursen teil. Für seinen ersten Auftrag kehrte er nach Kanada zurück. Jack Humphrey von CBC gab ihm die Gelegenheit, die Pilotfolge zur neuen Sitcom Hangin’ In zu schreiben.
Sein richtiger Durchbruch begann bei der Begegnung mit dem Drehbuchautor Norman Lear, dessen Schreibpartner ihn mit einem unfertigen Drehbuch für eine Episode von Diff’rent Strokes sitzen ließ. Haggis bot seine Hilfe an und fand durch das hierdurch entstandene Drehbuch den Einstieg ins Autorenteam der Fernsehserie. Es folgte die Mitarbeit an Serien, die Haggis nicht unbedingt alle mochte, die aber aus finanziellen Gründen unausweichlich waren, so etwa One Day at a Time, Sweet Surrender, Love Boat und The Facts of Life. 1987 engagierte ihn das Produzenten-Duo Edward Zwick und Marshall Herskovitz für die ABC-Serie Die Besten Jahre. Seine Mitarbeit brachte ihm unter anderem zwei Emmy- und eine Golden-Globe-Nominierung ein. Nunmehr besaß Haggis einen Ruf in Hollywood. 1990 führte diese Reihe von Erfolgen zur eigens von ihm kreierten Serie Hall, die sich jedoch nur 13 Wochen auf Sendung hielt. 1993 war er des Weiteren für die Entstehung der Erfolgsserie Walker, Texas Ranger mitverantwortlich.
Kurz darauf traten der kanadische Produzent Robert Lantos und der damalige CBS-Präsident Jeff Sagansky an ihn heran, um ihn zu bitten, ein Drehbuch für eine Serie nach ihrer Idee zu schreiben. Ein Mountie in Chicago entstand und etablierte sich schnell als Hit in Kanada. Der mäßige Erfolg in Amerika führte jedoch dazu, dass sich CBS von der Serie trennte und sie nach einem Jahr gänzlich in kanadische Hände fiel. Haggis verließ das Projekt und übergab seinen Aufgabenbereich an seine Schwester Kathy Slevin. Danach entwickelte er eine weitere Serie für CBS. EZ Street, eine düstere Mafiaserie, war zwar bei Kritikern ein Erfolg, aber auch hier blieben die Quoten hinter den Erwartungen zurück. Sie wurde nach nur zehn Episoden eingestellt. Dasselbe Schicksal ereilte seine nächste Serie für CBS. Michael Hayes mit David Caruso wurde nach einer 22-teiligen Staffel eingestellt.
Im Jahre 2000 wandte Paul Haggis seine Aufmerksamkeit der Filmlandschaft zu. Er sicherte sich zusammen mit Mark R. Harris die Filmrechte an zwei Kurzgeschichten von F. X. Toole. Die erste Geschichte adaptierte er zu einem Drehbuch mit dem Titel Million Dollar Baby, mit der Absicht, es selbst zu verwirklichen. Nachdem er Morgan Freeman und Hilary Swank für das Projekt gewinnen konnte, bekundete Clint Eastwood Interesse an der Regie des Films. Haggis war einverstanden und wandte seine Energien gänzlich seinem Langzeitprojekt L.A. Crash zu, mit dessen Dreharbeiten er gerade beschäftigt war. Während sich Million Dollar Baby zu einem der geachtetsten Filme des Jahres 2005 etablierte, wurde auch L.A. Crash zu einem unerwarteten Publikumserfolg, der von Filmkritikern gelobt wurde und schließlich den Oscar als Bester Film erhielt.
Nachdem er mit Casino Royale das Drehbuch für den 21. Film der James-Bond-Reihe geschrieben hatte, wurde er auch für den Nachfolger Ein Quantum Trost verpflichtet. Zwischenzeitlich wirkte der kanadische Filmemacher als Autor, Regisseur und Produzent an der Krimiserie The Black Donnellys mit und stellte 2007 die Kinoproduktion Im Tal von Elah fertig, in der Tommy Lee Jones und Charlize Theron die Hauptrollen bekleiden. Der Thriller, der das mysteriöse Verschwinden eines US-Kriegsheimkehrers aus dem Irak thematisiert, war 2007 im Wettbewerb der 64. Filmfestspiele von Venedig vertreten, blieb aber unprämiert.
2015 inszenierte er die Miniserie Show Me a Hero, die von David Simon entwickelt wurde.
Er ist in zweiter Ehe seit 1997 mit der US-amerikanischen Schauspielerin Deborah Rennard verheiratet.

### Vergewaltigungsvorwürfe
Am 5. Januar 2018 wurde Paul Haggis öffentlich von vier Frauen des sexuellen Missbrauchs bezichtigt, einschließlich zweier Vergewaltigungen, zuletzt im Januar 2013. Eine der Frauen hatte im Dezember 2017 Klage vor dem New Yorker Bezirksgericht erhoben. In der Folge verließ Haggis die von ihm gegründete Stiftung „Artists for Peace and Justice“.
Am 19. Juni 2022 wurde er in Italien wegen des Verdachts der schweren sexuellen Nötigung festgenommen. Am folgenden 4. Juli wurde er freigelassen.

### Mitgliedschaft bei Scientology und Ausstieg
Haggis war 35 Jahre lang Mitglied von Scientology und hatte in dieser Zeit die höchste Eingeweihtenstufe eines „Operating Thetan VII“ erreicht, verließ aber die Organisation dennoch 2009. In einem offenen Brief begründete Haggis seine Abkehr mit der Haltung der Glaubensgemeinschaft zu Rechten Homosexueller. “I could not, in good conscience, be a member of an organization where gay-bashing was tolerated” (deutsch: „Ich könnte nicht mit gutem Gewissen Mitglied einer Organisation sein, in der Homosexuellendiskriminierung toleriert wird.“) Haggis hat selbst zwei lesbische Töchter.
Anderthalb Jahre nach Haggis’ Ausstieg aus der Organisation berichtete der renommierte Journalist Lawrence Wright in der amerikanischen Wochenzeitschrift The New Yorker detailliert über Haggis’ Abschied von der Organisation. Der von Haggis autorisierte Bericht setzt die Organisation enorm unter Druck, zerstört er doch den bizarren Gründungsmythos der Organisation. 2015 trat Haggis in Alex Gibneys Dokumentarfilm Scientology: Ein Glaubensgefängnis auf, in dem er über seine Erfahrungen mit der Bewegung berichtete.

## Filmografie (Auswahl)

### Fernsehen
- 1981: Love Boat
- 1982: Noch Fragen Arnold? (Diff’rent Strokes)
- 1982: The Facts of Life
- 1987: Die Besten Jahre (thirtysomething)
- 1993: Walker, Texas Ranger
- 1994: L.A. Law – Staranwälte, Tricks, Prozesse (L.A. Law)
- 1994: Ein Mountie in Chicago (Due South)
- 1996: EZ Street
- 1999: Frauenpower (Family Law)
- 2007: The Black Donnellys
- 2015: Show Me a Hero

### Filme
- 2004: Million Dollar Baby (Drehbuch)
- 2004: L.A. Crash (Crash) (Drehbuch & Regie)
- 2006: Der letzte Kuss (The Last Kiss) (Drehbuch)
- 2006: James Bond 007 – Casino Royale (Casino Royale) (Drehbuch)
- 2006: Flags of Our Fathers (Drehbuch)
- 2006: Letters from Iwo Jima (Grundstory)
- 2007: Im Tal von Elah (In the Valley of Elah) (Drehbuch & Regie)
- 2008: James Bond 007: Ein Quantum Trost (Quantum Of Solace) (Drehbuch)
- 2010: 72 Stunden – The Next Three Days (The Next Three Days) (Drehbuch & Regie)
- 2013: Dritte Person (Third Person)

### Videospiele
- 2011: Call of Duty: Modern Warfare 3 (Drehbuch)

## Auszeichnungen
Nominierungen
- 2005: Oscar-Nominierung für Million Dollar Baby (Bestes adaptiertes Drehbuch)
- 2007: Oscar-Nominierung für Letters from Iwo Jima (Bestes Originaldrehbuch)

Gewonnen
- 1988: Humanitas Prize für thirtysomething
- 1988: Emmy für thirtysomething
- 2001: Writers Guild of America: Valentine Davies Award
- 2005: Discover Screenwriting Award für Million Dollar Baby
- 2006: Oscar für L.A. Crash als bester Film und bestes Originaldrehbuch
- 2007: Filmpreis Köln für das Gesamtwerk
- 2011: A Tribute To... Award des Zurich Film Festival[12]